# 河南省人民医院
河南省人民医院是河南省的一家三级甲等医院，位于郑州市金水区纬五路7号。

## 概况
河南省人民医院设有床位3,900余张，拥有高级职称专家1,035人，博士、硕士2,631人；有特聘院士10人，中原千人计划专家11人，享受国务院政府特殊津贴专家36人，首批河南省高层次人才12人。医院设62个临床、医技科室，其中拥有国家临床重点专科11个，河南省医学重点学科24个。
河南省人民医院下辖以下医院或院区：
- 阜外华中心血管病医院
- 河南省立眼科医院
- 河南省人民医院省直第一医院
- 河南省人民医院省直第二医院
- 河南省生殖医院
- 河南省脑血管病医院
- 河南省人民医院豫东南分院
- 河南省人民医院平原医院

## 历史
河南省人民医院前身是中华基督教内地会1904年在开封创办的开封“福音医院”。1950年2月，医院更名为“河南省人民医院”。1955年3月随河南省政府迁往郑州市。1993年，医院获批全国首批“三级甲等医院”。2010年，医院成为郑州大学的非直属附属医院，并增名郑州大学人民医院，2016年与河南大学合作共建河南大学医学院，2019年被纳入郑州大学的直属附属医院体系。

## 图集

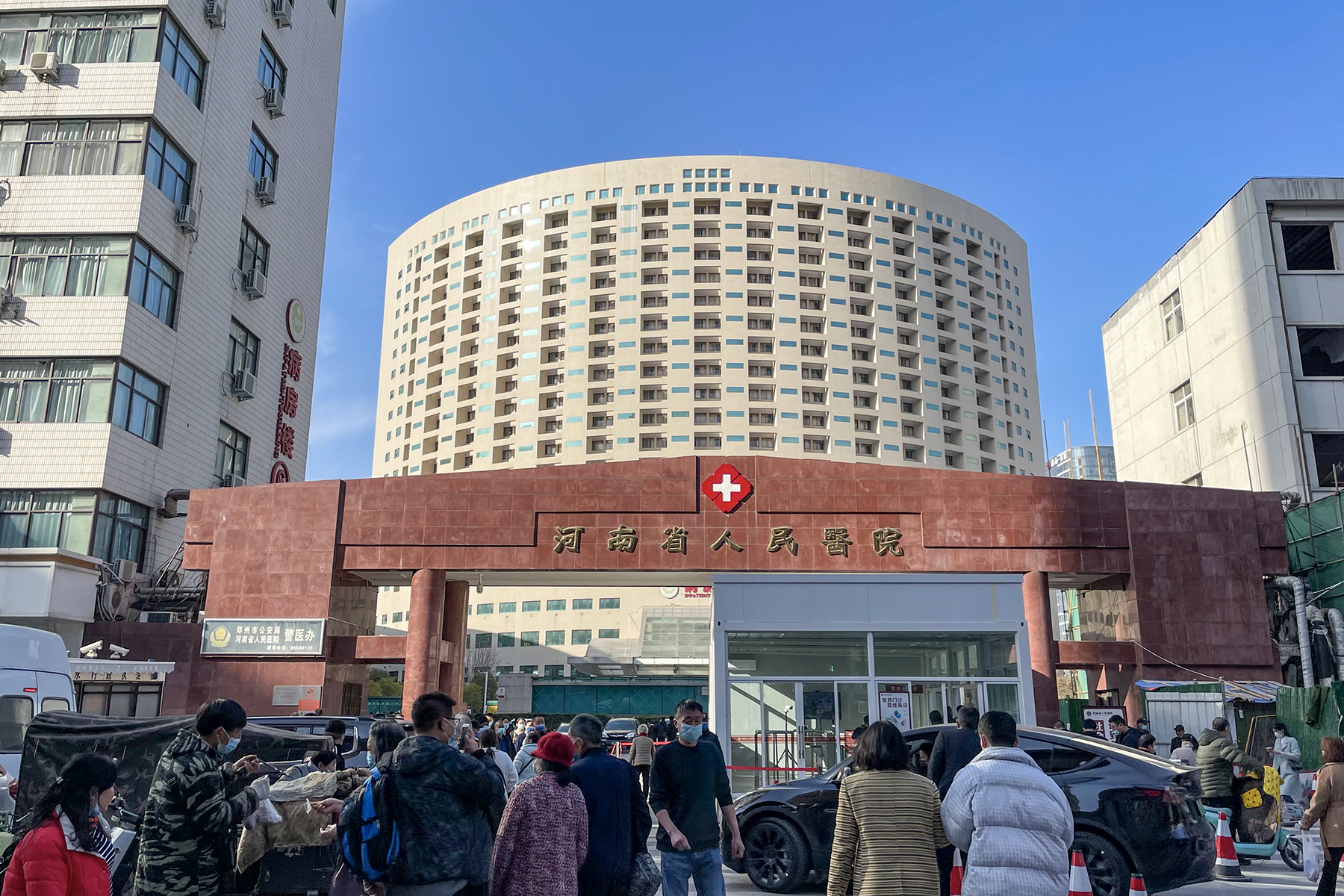
南大门及1号病房楼
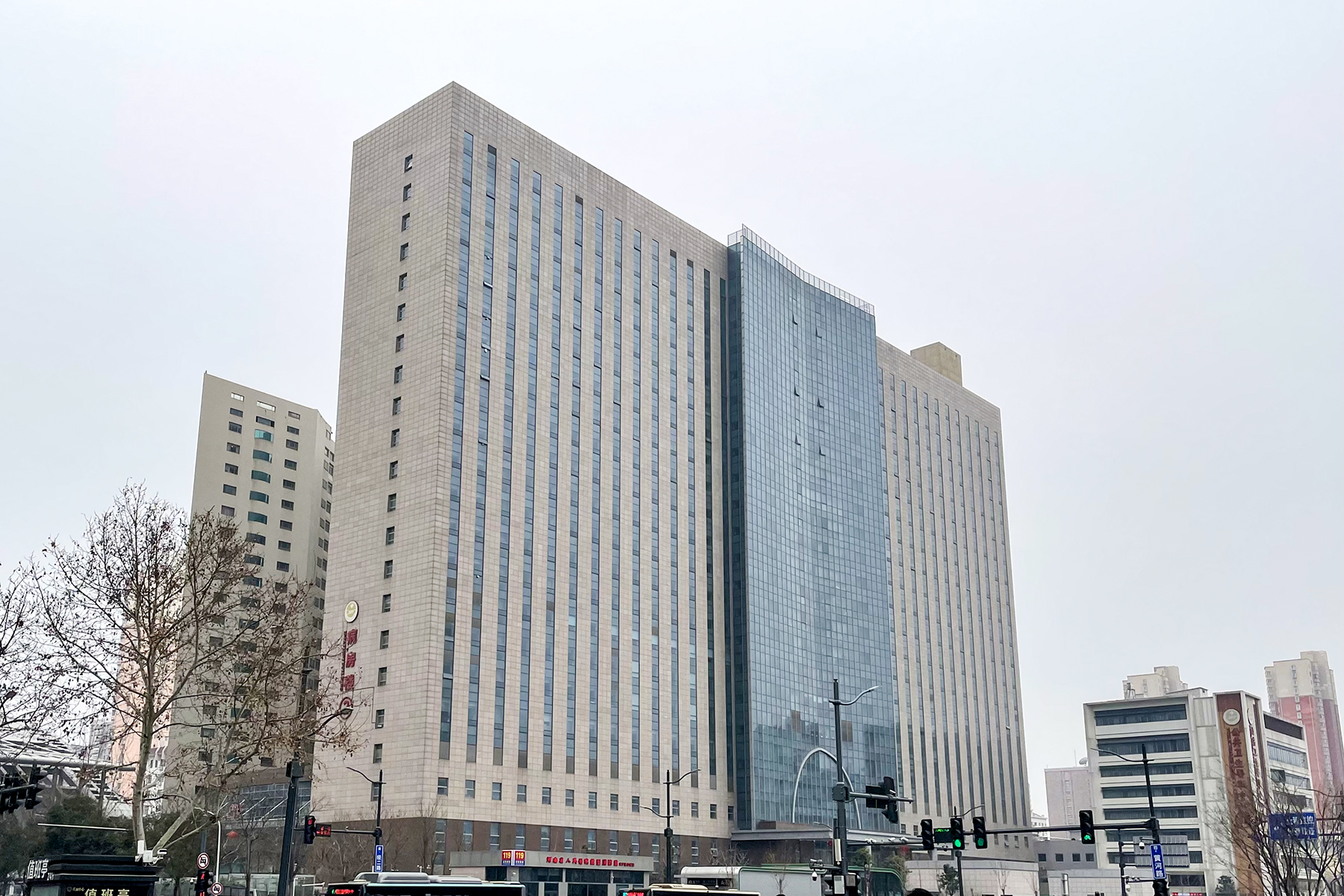
2号病房楼
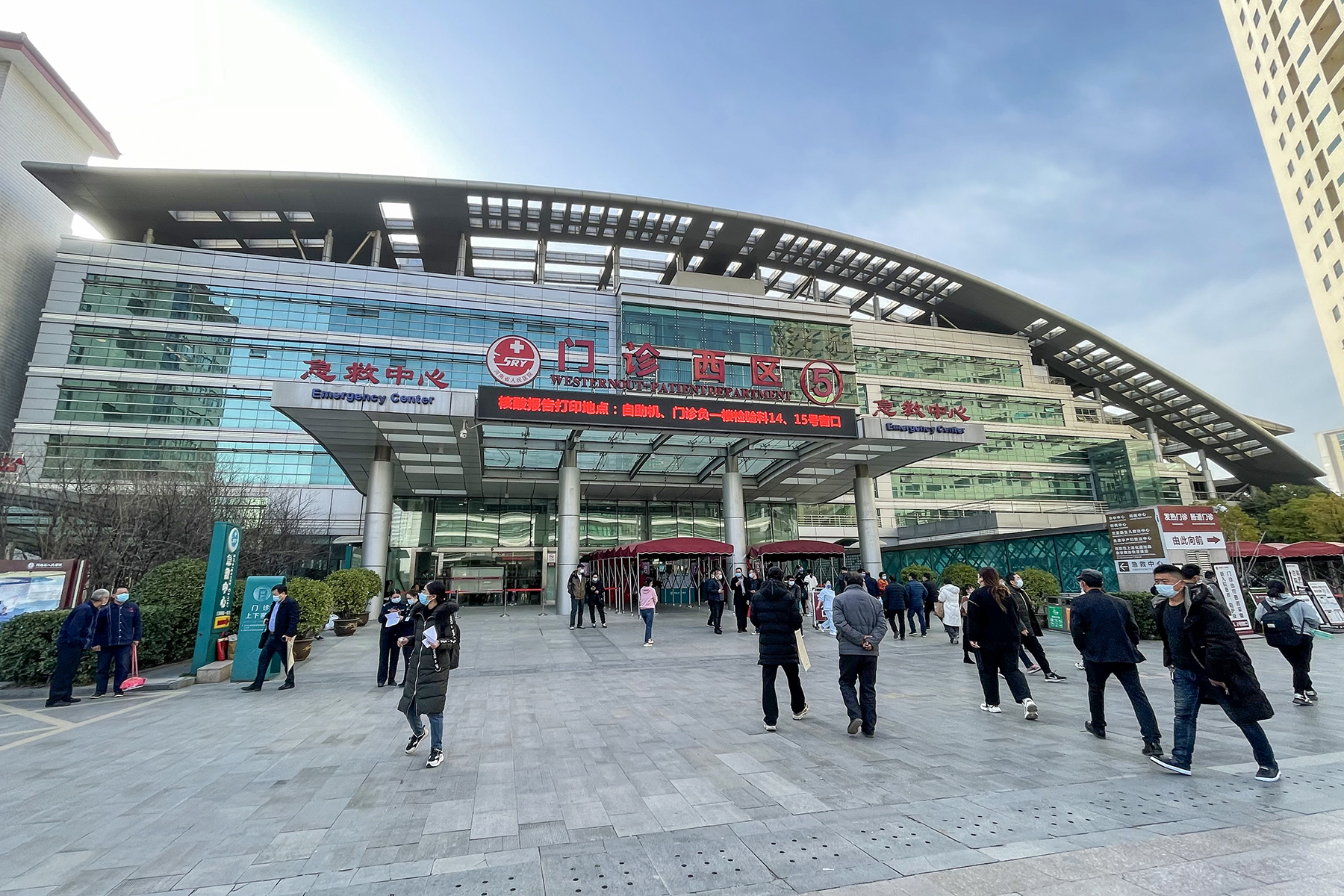
门诊西区及急救中心
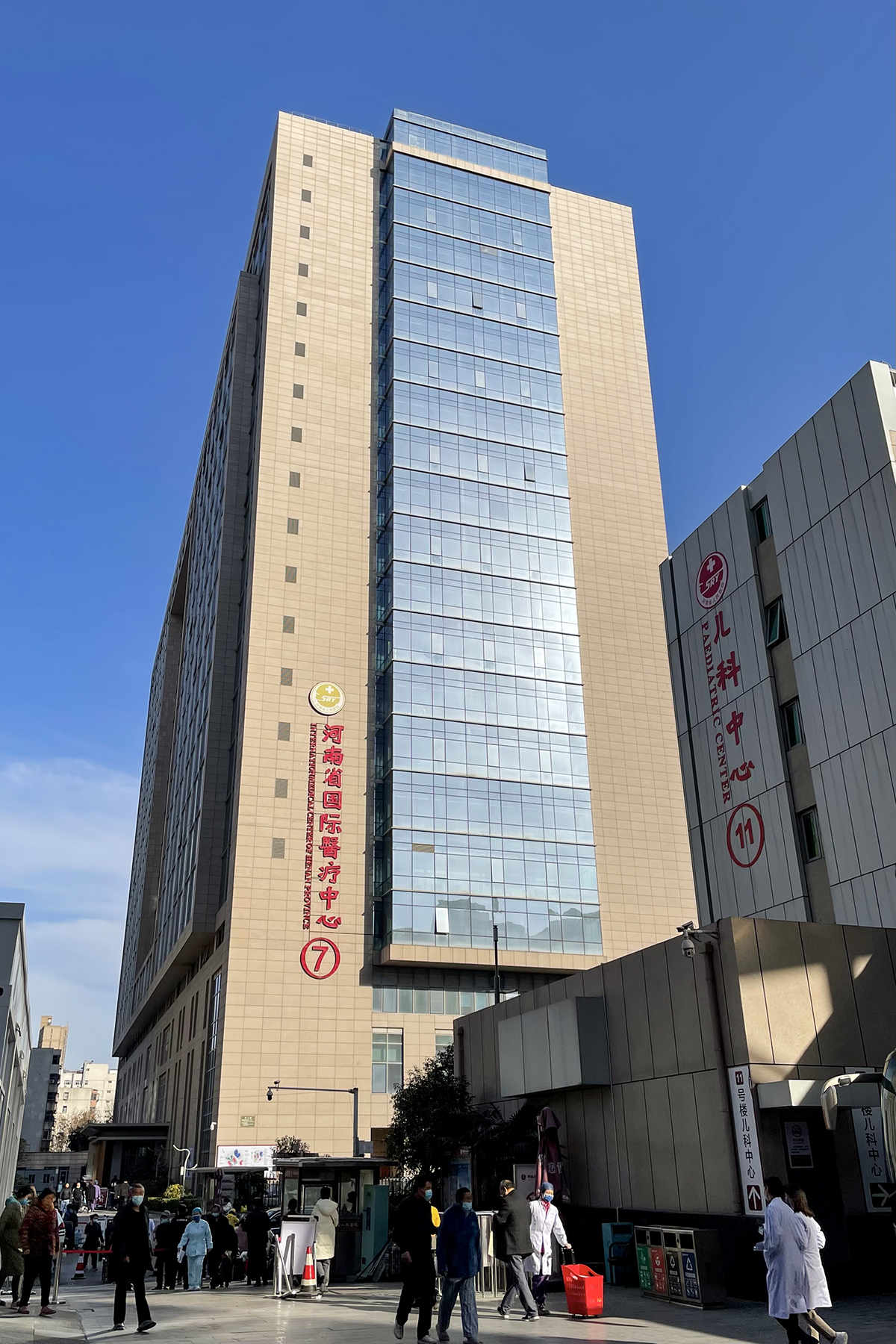
河南省国际医疗中心
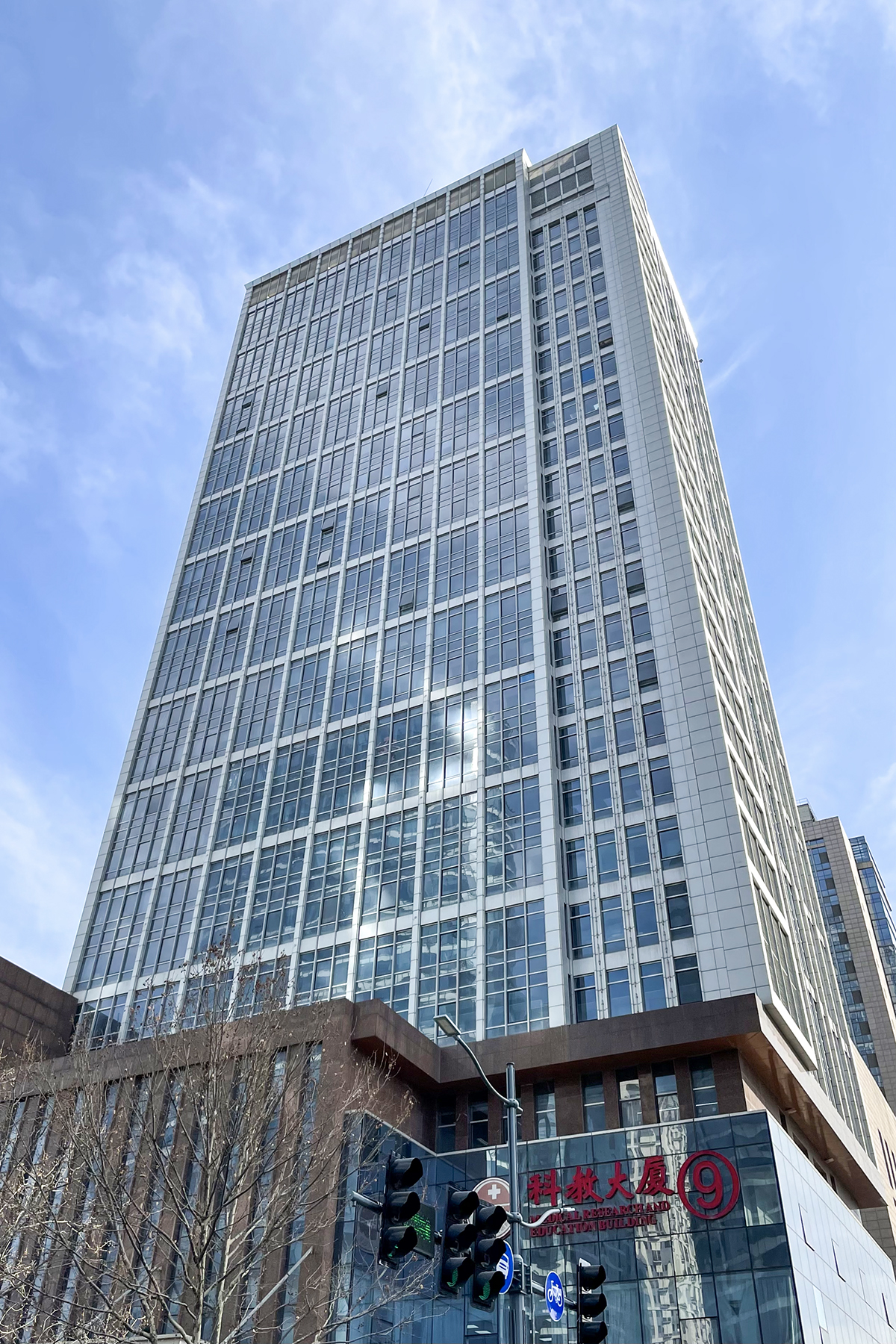
科教大厦
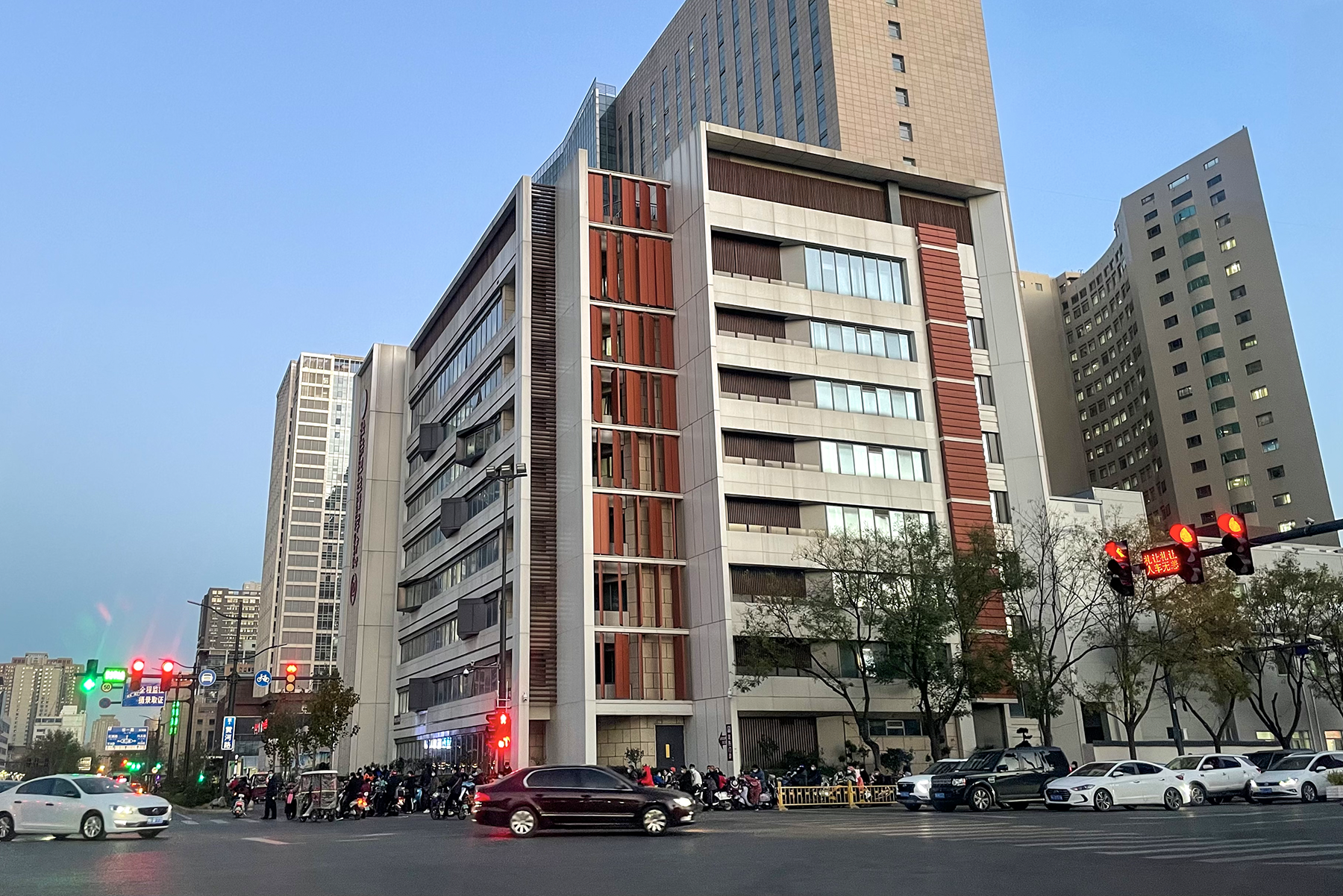
公共卫生医学中心
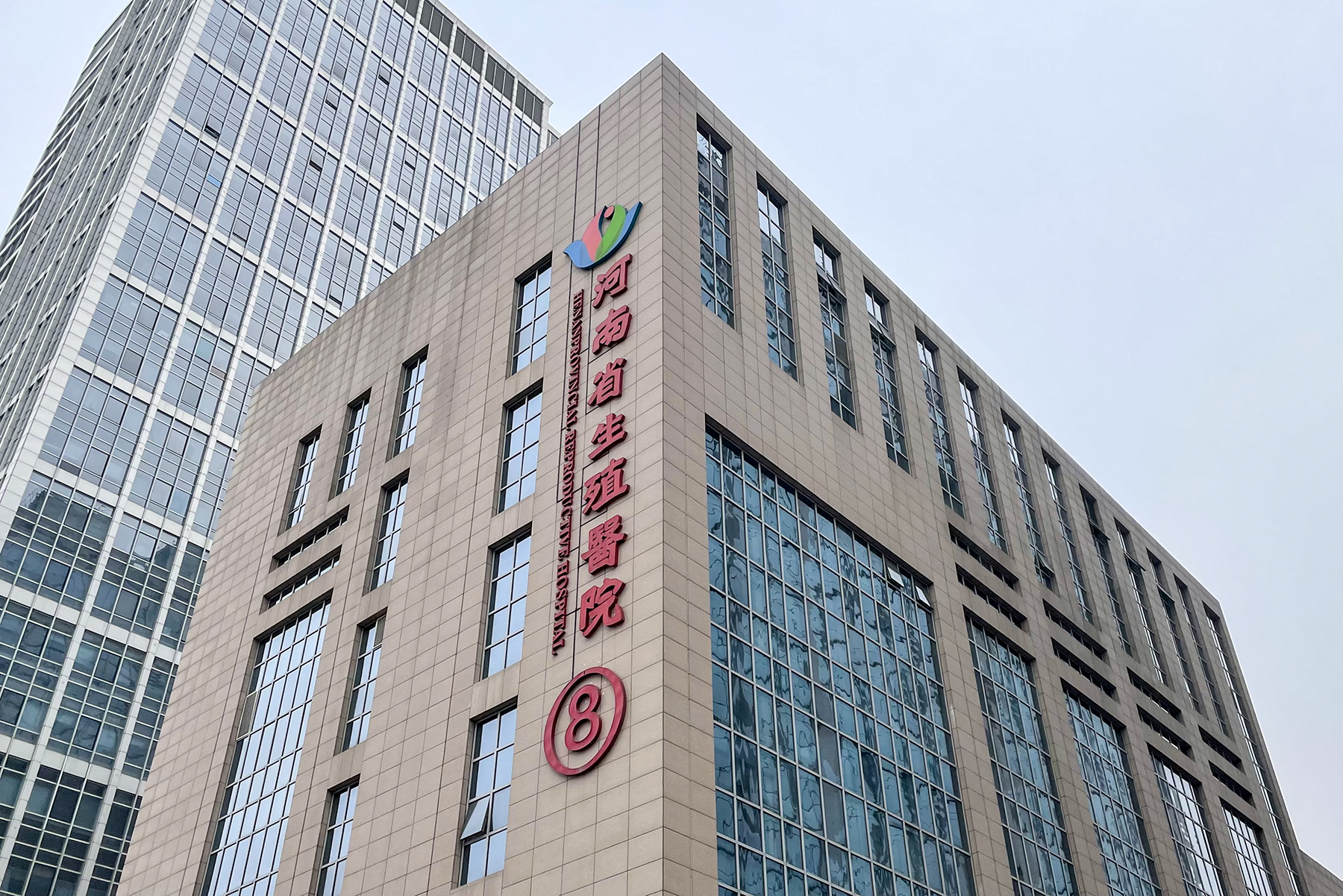
河南省生殖医院
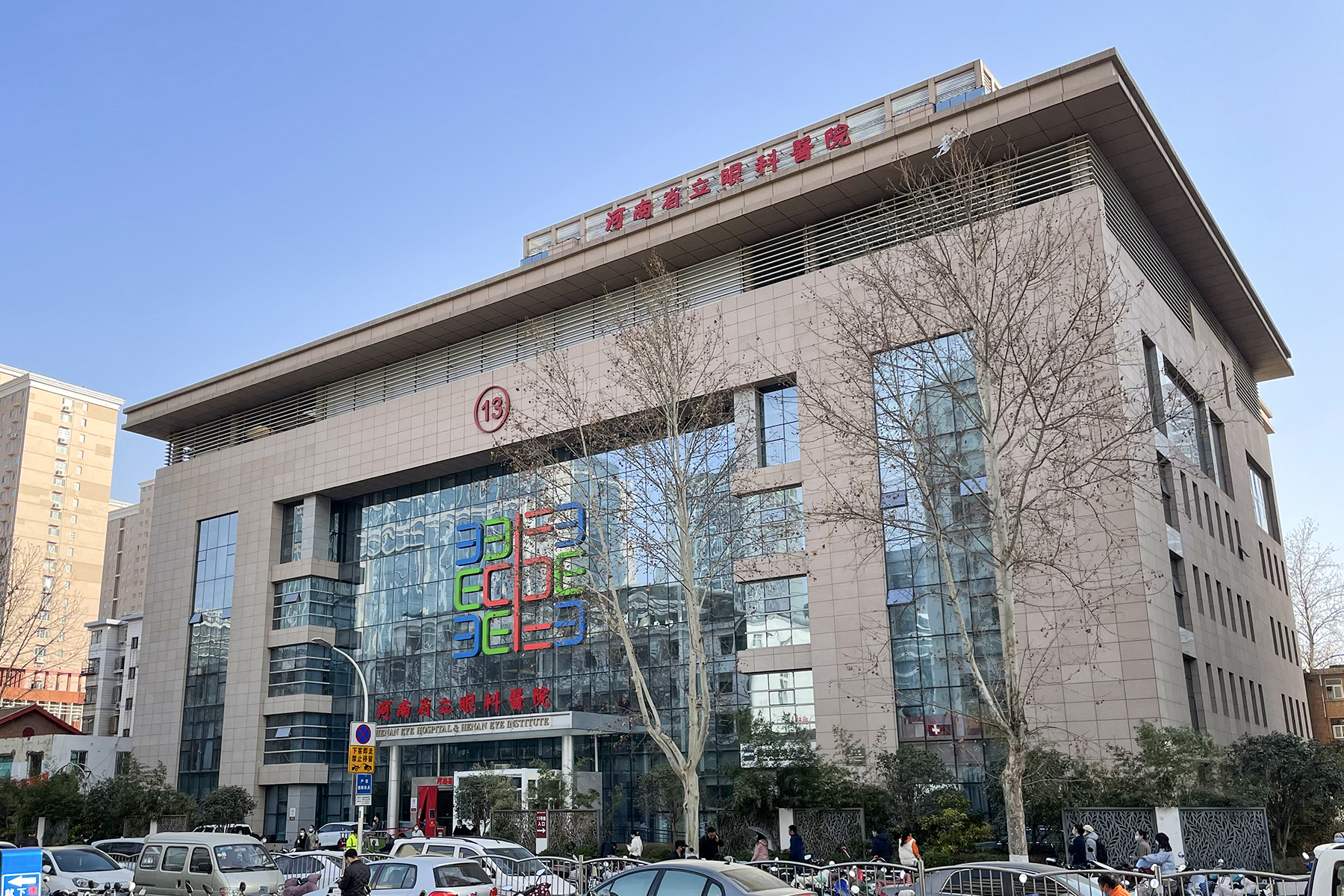
河南省立眼科医院
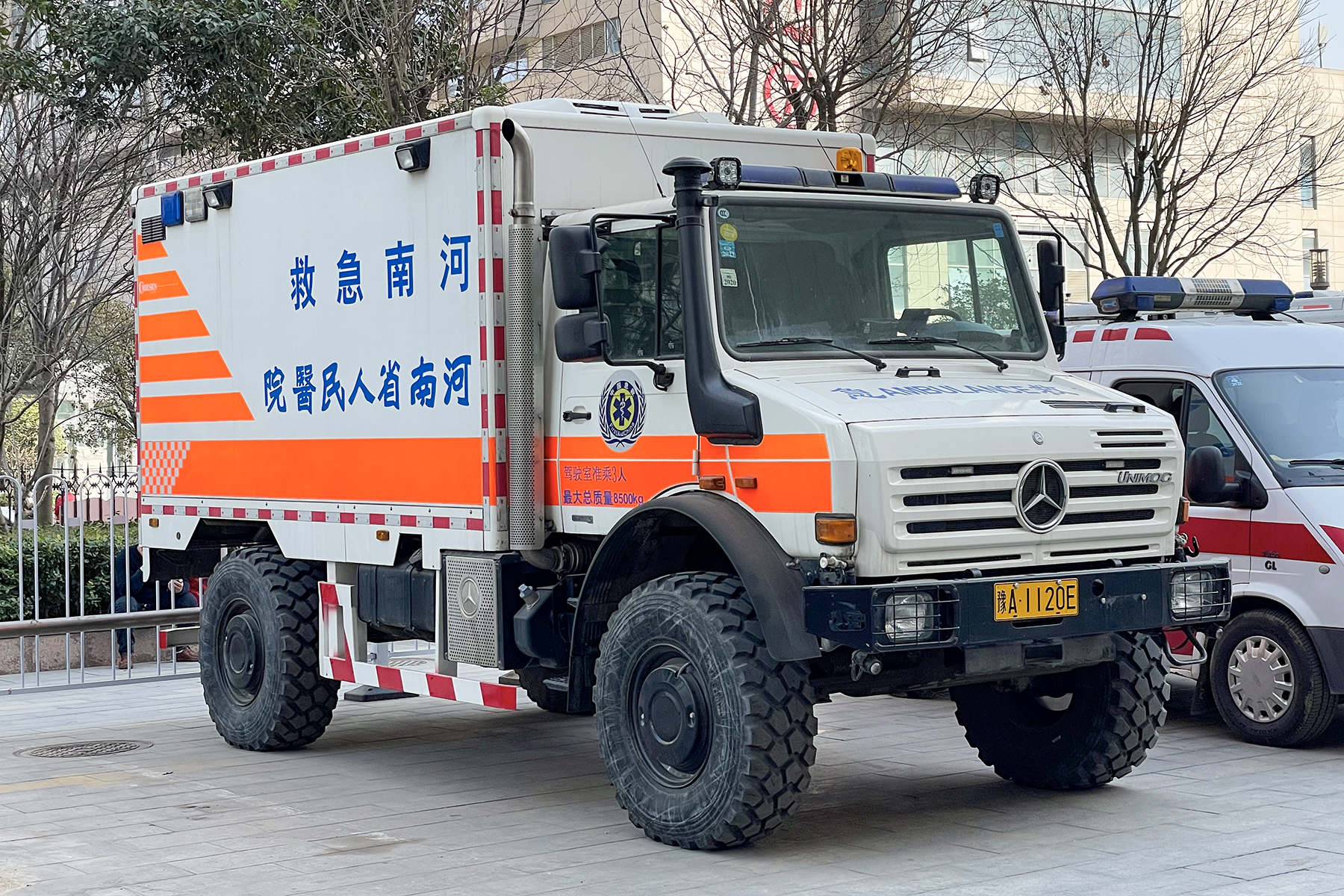
梅塞德斯-奔驰乌尼莫克全地形救护车